# Burcht Reichenstein
De Burcht Reichenstein (Duits: Burg Reichenstein), ook bekend onder de naam Falkenburg, staat op een vooruitstekende rots aan de oostelijke helling van het Binger Wald boven de plaats Trechtingshausen, hemelsbreed circa 5 km ten noordwesten van de stad Bingen. Reichenstein behoort tot de oudste burchtcomplexen van het Midden-Rijndal.

## Geschiedenis

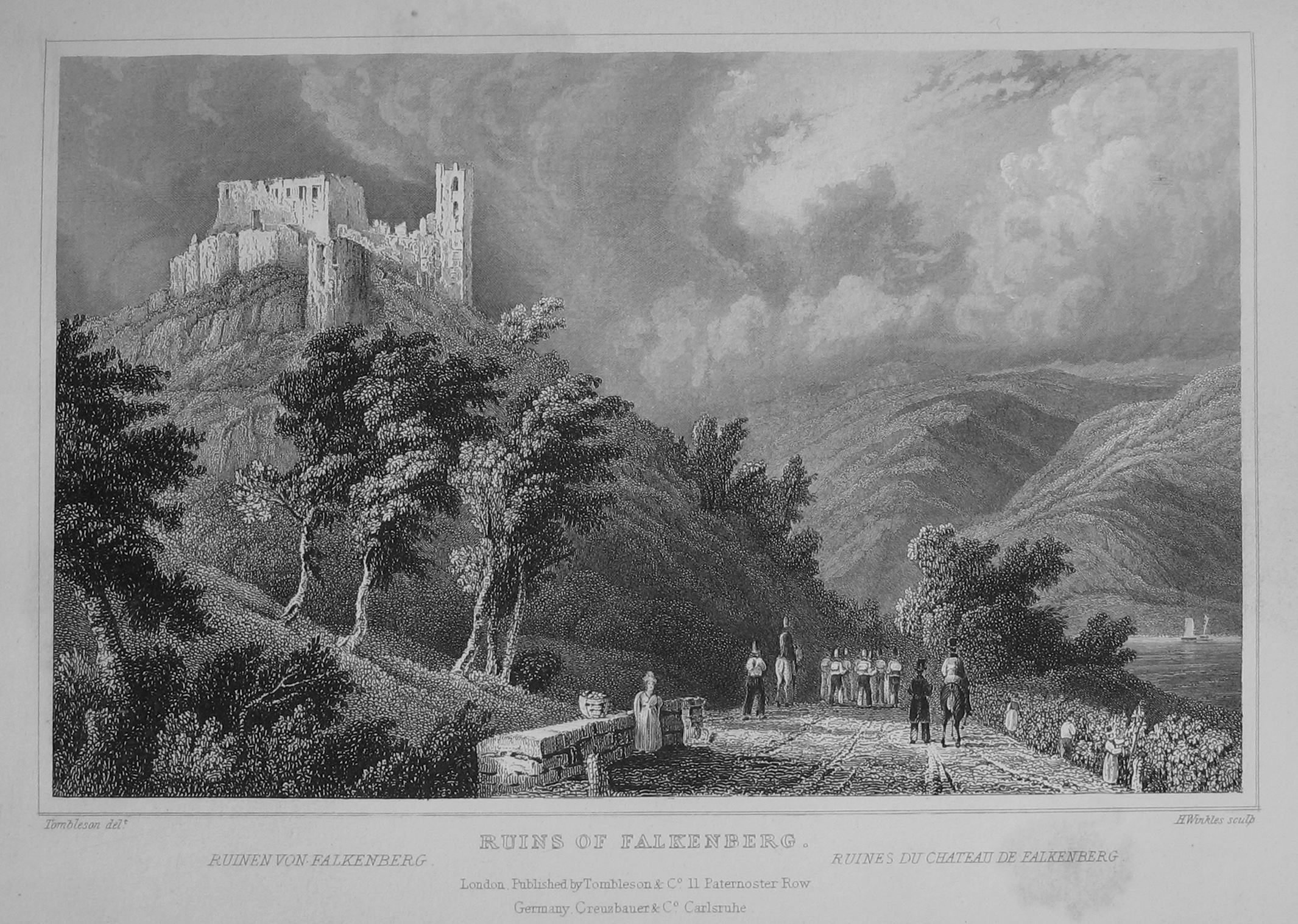
Staalgravure uit 1832 van Henry Winkles

De hoogteburcht werd voor het eerst gedocumenteerd in het jaar 1213, waarin de Abdij Kornelimünster bij Aken Filips III van Bolanden als castellanus en burchtvoogd benoemde.
Een eerste verovering van de burcht in 1253 wordt door deskundigen in twijfel getrokken of afgewezen. De burchtvoogden van Reichenstein behoorden in de 13e eeuw echter tot zeer beruchte en gewelddadige roofridders. Daarom werd in 1282 de hulp van koning Rudolf I ingeschakeld, die de burcht na een vierjarige belegering uithongerde en vervolgens liet neerbranden. De roofridders van Reichenstein werden samen met die van de burchten Sooneck en Ehrenfels gevangengenomen en bij de Clemenskapel terechtgesteld.
Vanaf 1290 kregen de paltsgraven de ruïne in handen, die het in 1344 overdroegen aan Keur-Mainz. Daarna volgde een snelle nieuwbouw. Een dubbele ringmuur omsloot een rechthoekige woontoren en de binnenhof van de hoofdburcht. Ten noorden werd een voorburcht gebouwd.
Nadat de paus in 1397 in strijd met de eerdere keuze van het domkapittel van Mainz Johan II van Nassau-Wiesbaden-Idstein tot aartsbisschop benoemde, verschanste de in 1396 gekozen aartsbisschop Godfried van Leiningen zich in de burcht. Pas na lange, moeizame onderhandelingen deed hij afstand van het ambt en werd hij in plaats daarvan met het ambt als domproost van Mainz afgescheept. Hiermee werd een nieuwe bestorming en mogelijke verwoesting van de burcht voorkomen.
Sinds de 16e eeuw raakte de burcht in verval toen de kosten de baten begonnen te overtreffen. De resten werden in 1689 tijdens de Paltse Successieoorlog opgeblazen. In 1834 kocht de Pruisisch militair Franz Wilhelm von Barfus de ruïne en verbouwde een toren tot zijn woning. Zijn erfgenamen verkochten de burcht weer in 1877.
Het huidige aanzien van de burcht is te danken aan de rijke industrieel baron Nikolaus von Kirsch-Puricelli, die in de periode 1899-1902 een neogotische burcht in Engelse stijl liet bouwen. Op de plaats van de voorburcht verrezen meer gebouwen en een uitzichttoren. Reichenstein werd de laatste burcht in het Midden-Rijndal die in het kader van de Rijnromantiek nieuw leven werd ingeblazen.
Tegenwoordig huisvest het burchtcomplex een museum met een grote verzameling historische wapens, wapenuitrustingen, jachttrofeeën en meubels en een hotel met restaurant.

## De sage van de man zonder hoofd
Na de verovering van de burcht op de roofridders liet koning Rudolf I de misdadigers aan bomen opknopen, maar wist de aanvoerder Diederik van Hohenfels te ontkomen. Een oeroude sage vertelt echter een heel ander verhaal.
In een poging om zijn zonen te sparen trok Diederik van Hohenfels de schuld van het plunderen, verkrachten en moorden geheel naar zich toe. De koning echter wees de smeekbedes van de roofridder om zijn zonen te sparen af, maar hij toonde zich bereid God het oordeel te laten bepalen over hun lot.
Hij voerde Dietrich von Hohenfels naar de plek bij de Clemenskapel waar de terechtstelling zou plaatsvinden en liet zijn negen zonen in een rij naast elkaar opstellen. Daarop zei de koning: hier staan je zonen, zo meteen zal je hoofd door het zand rollen maar als het je zal lukken om dan nog langs de rij van je nageslacht te lopen, dan zal ik van elke zoon die je passeert het leven sparen. Daarna werd het hoofd van Diederik afgeslagen. Nu gebeurde het onvoorstelbare: het wankelende bebloede lijk zakte niet ineen, maar begon met onzekere tred vooruit te lopen langs de opgestelde rij van mannen. Langzaam sjokte het lijk voort tot het ten slotte ook de negende zoon passeerde. Pas toen stortte de gevreesde roofridder in zijn ratelende maliënkolder neer. Uit zijn hals spoot een hoge fontein van bloed die de omstanders besprenkelde. De lijkbleke koning schonk de zonen van de roofridder genade en verliet daarop de plek zo snel als hij kon.